# Им Пён Джик
Лим Пен Джик (кор. 임병직?, 林炳稷?; 26 октября 1893, Пуё (уезд), Чхунчхон-Намдо, Корея — 21 сентября 1976, Нью-Йорк, США) — южнокорейский государственный деятель, министр иностранных дел Республики Корея (1949—1951).

## Биография
Окончил университет Огайо. В 1919 г. стал секретарем Ли Сын Мана как лидера антиколониального Движения 1 марта. Занимался косметическим бизнесом.
В 1945 г. был наблюдателем в процессе создания ООН. Представлял корейские интересы в США в качестве секретаря Корейской ассоциации.
1949—1951 гг. — министр иностранных дел Южной Кореи. Стоял у истоков Корейской войны.
1951—1960 гг. — постоянный представитель Южной Кореи в ООН.
В 1966 г. был назначен Генеральным консулом, получил почетную степень доктора юридических наук Центрального университета. После возвращения на родину стал почетным президентом Международной исследовательской группы. В 1974 г. являлся председателем Антикоммунистической федерации Кореи. 